# Table ronde belgo-congolaise

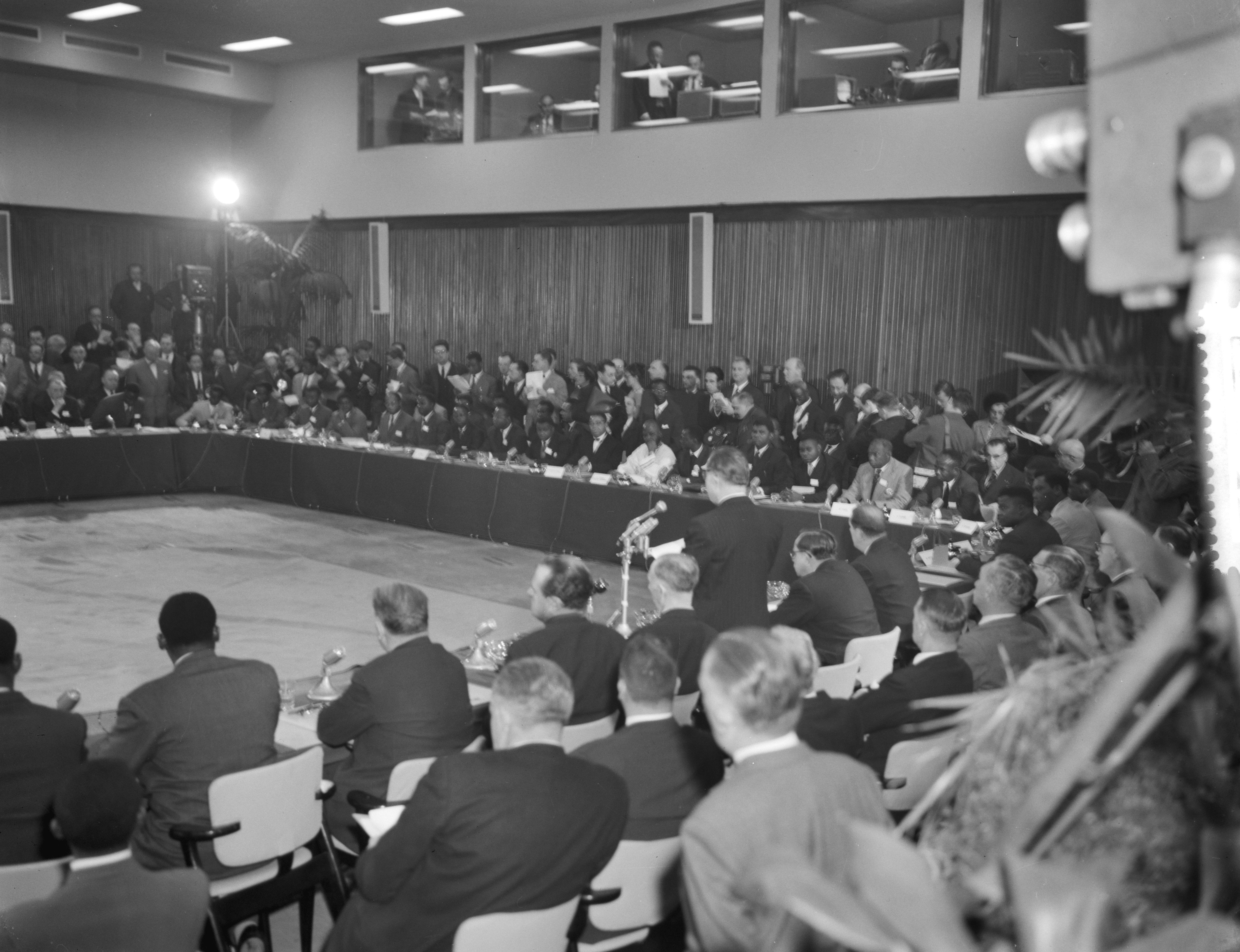
Photographie de la Table ronde belgo-congolaise à Bruxelles le 20 janvier 1960.

La Table ronde congolo-belge, aussi appelée Table ronde de Bruxelles, fut une rencontre organisée en deux parties en 1960 à Bruxelles (20 janvier-20 février et 26 avril-16 mai) entre d'une part des représentants politiques et chefs coutumiers congolais et, d'autre part, des dirigeants publics et économiques belges. Cette manifestation a abouti à l'adoption de seize résolutions portant sur l'avenir du Congo belge dont un consensus majeur portant sur la date de l'indépendance du futur État, fixée au 30 juin 1960, et l'organisation des institutions.

## Histoire
Soutenue dès 1959 par le Parti congolais du travail, rejoint par l'Alliance des Bakongo (ABAKO) et le Parti socialiste belge, l'idée d'une conférence bilatérale visant à organiser l'indépendance de la colonie belge fut adoptée à son tour par le Ministre August De Schryver, chargé du Congo belge et du Ruanda-Urundi. Ce projet a été le résultat d'une série de causes dont :
- l'activisme populaire de personnalités autonomistes telles que Joseph Kasa-Vubu et Patrice Lumumba[6] ;

- les émeutes de janvier 1959 à Léopoldville[5] et la dégradation du climat sécuritaire[4] et le sentiment d'insécurité des colons[7] ;

- le sentiment inéluctable et irréversible du processus général de décolonisation en Afrique et dans le monde[8] ;

- la détérioration de l'économie locale (le déficit du trésor de la colonie passa de 4 à 46 milliards de francs belges entre 1949 et 1960[9]) ;

- l'échec du second voyage du Roi Baudouin au Congo belge, en décembre 1959, qui ne permit pas d'apaiser les tensions politiques dans la colonie[9].

La définition d'une grande concertation belgo-congolaise rejoignait également le sens du discours prononcé par le chef de l'État belge, le 13 janvier 1959, lorsqu'il précisa la volonté du gouvernement « de conduire, sans atermoiements funestes, mais sans précipitation inconsidérée, les populations congolaises à l'indépendance dans la prospérité et la paix ».
C'est ainsi que fut annoncée le 3 janvier 1960, par le gouvernement belge, la convocation d'une table ronde avec pour but d'aider la colonie congolaise à passer du régime de tutelle à l'indépendance. L'ouverture solennelle des négociations eut lieu 17 jours plus tard, le 20 janvier 1960 avec un discours prononcé par le Premier ministre Gaston Eyskens.

### Participants aux travaux
Parmi les mouvements politiques congolais et leurs membres, peuvent être notamment cités :
- Alliance des Bakongo : Edmond Nzeza-Nlandu, Joseph Kasa-Vubu et Daniel Kanza ;
- Mouvement national congolais-Kalonji : Albert Kalonji et Joseph Ileo ;
- Mouvement national congolais-Lumumba : Patrice Lumumba (libéré de prison peu après le début des travaux) et Victor Nendaka ;
- Confédération des associations tribales du Katanga (CONAKAT) : Moïse Tshombe ;
- Union des Bateke : Pierre Mombele (membre suppléant du PNP).

Outre un certain nombre de modestes chefs coutumiers qui avaient également été conviés pour diminuer la proportion des ténors de l'indépendance dans la délégation congolaise, il faut également souligner la présence du journaliste Joseph Mobutu, alors proche du Mouvement national congolais de Patrice Lumumba, qui prendra le pouvoir à Léopoldville en 1965.
Au sein de la partie belge, il peut être cité entre autres les personnalités suivantes :
- le Premier ministre Gaston Eyskens ;
- August De Schryver, ministre du Congo belge et du Ruanda-Urundi ;
- Arthur Gilson, ministre de la Défense nationale ;
- Pierre Harmel, ministre de la Fonction publique ;
- Albert Lilar, vice-Premier ministre ;
- Henri Rolin, sénateur ;
- Étienne Davignon, à l'époque jeune attaché aux affaires étrangères ;
- Charles du Bus de Warnaffe, ex-ministre.

### Les accords de la conférence de la table ronde
Au terme du conclave, il fut adopté notamment les délibérations suivantes :
- la proclamation de l'indépendance du Congo le 30 juin 1960 ;
- les principes de la loi fondamentale congolaise, votée par le parlement belge en mai 1960 ;
- l'organisation structurelle de l'État et la séparation des pouvoirs.